# Ekpeye
L’ekpeye (en ekpeye : Ẹkpeye) est une langue nigéro-congolaise du groupe igboïde parlée au Nigéria. Elle est parlée par les Ekpeyes dans l’État de Rivers, au nord de Port Harcourt, principalement dans la région d’Ahoada (dans les zones de gouvernement local de Ahoada Est et Ahoada Ouest).

## Écriture
| a | b | bh | ch | d  | dh | e | ẹ | g | gb | gw | h | i | ị | j  | k | kp | kw |
| l | m | n  | nw | ny | o  | ọ | p | s | sh | t  | u | ụ | w | wh | y | z  | zh |

Les tons ne sont pas toujours indiqués, lorsqu’ils le sont cela est fait à l’aide de signes diacritiques sur la lettre de la voyelle :
- le ton haut sans signe diacritique ;
- le ton bas avec l’accent grave ;
- l’abaissement tonale distinctif avec le macron ;
- le ton descendant avec l’accent circonflexe.

Le dictionnaire de Roger Blench basé sur le travail de David Clark et Kay Williamson utilise aussi le caron pour indiquer le ton montant .

## Sources
- (en) Roger Blench, David Clark et Kay Williamson, A dictionary of Ẹkpẹyẹ : An Igboid language of Southern Nigeria, 2013 (lire en ligne)
- (en) Isaac Eyi Ngulube, « Ekpeye orthography », dans Ozo-mekuri Ndimele, Orthographies of Nigerian Languages: Manual IX, Nigerian Educational Research and Development Council (NERDC), 2011, 49-67 p. (lire en ligne)